# Bävertjärnen (Los socken, Hälsingland, 683281-145191)
Bävertjärnen är en sjö i Ljusdals kommun i Hälsingland och ingår i Dalälvens huvudavrinningsområde.